# فيليب روزنبرغ
فيليب روزنبرغ (بالإنجليزية: Philip Rosenberg)‏ هو مخرج فني أمريكي، ولد في 15 يناير 1935 في بروكلين في الولايات المتحدة.

## وصلات خارجية
- فيليب روزنبرغ على موقع IMDb (الإنجليزية)
- فيليب روزنبرغ على موقع أول موفي (الإنجليزية)
- فيليب روزنبرغ على موقع قاعدة بيانات الفيلم (الإنجليزية)